# Хоменко Олександр Анатолійович
Олекса́ндр Анато́лійович Хоме́нко (нар. 7 червня 1968 в селі Мостище, нині частина смт Гостомель Бучанського району Київської області) — український поет і есеїст, історик, музейник і військовослужбовець, кандидат історичних наук (з 2016), автор низки монографій, чотирьох збірок поезії та збірки есеїв.

## Біографія
Народився в селі Мостище, нині у складі селища Гостомель Київської області.
Вступив до Київського політехнічного інституту, рік провчився там, далі два роки відслужив у армії (1986—1988). Після повернення забрав документи і вступив до Київського державного університету імені Тараса Шевченка, факультет українська філологія. Спочатку — заочно (працював вантажником на заводі об'єднання Корольова), а в 1991 перевівся на третій курс денного відділення. Закінчив у 1994 із червоним дипломом і одразу ж вступив до аспірантури.
Працював на різних наукових посадах у Науково-дослідному інституті українознавства від моменту його створення, був завідувачем відділу української літератури.
До повномасштабного вторгнення Росії в Україну 2022 року завідував сектором «Музей української революції 1917—1921 років» у Національному музеї історії України.
27 лютого 2022-го вступив до лав оболонської територіальної оборони. Після деокупації Київщини з квітня — стрілець батальйону «Свобода» 4-ї бригади швидкого реагування Національної гвардії України. Брав участь в обороні околиць Сіверськодонецька, Зайцевого, Бахмута. 

## Особисте життя
Одружений з поеткою, журналісткою і перекладачкою Наталією Позняк, мають доньок — студентку Українського католицького університету Олесю, 17 років, старшокласницю і пластунку Ярину, 15 років, та 7-річну Тетяну (станом на квітень 2023).

## Громадська діяльність
Ще в 1988 році долучився до засідань Українського культурологічного клубу, був знайомий з багатьма дисидентами. Брав участь в акціях «Україна без Кучми», Помаранчевій революції та Революції Гідності.[джерело?]

## Наукова праця
Автор монографій:
- «Національне письменство як художнє українознавство: ідеї, постаті, естетичні практики» (2008),
- «Національна художня словесність у системі українознавства IX–XVIII століть» (2013),
- «Українознавчий розмисел над словесно-культурною текстуальністю як чинник формування спільної ідентичності українців у першій третині ХІХ століття» (2022).

Автор багатьох розділів у колективних монографіях, понад сімдесяти наукових статей із проблематики розвитку українського письменства та історії України доби Української революції.

## Письменницька творчість
Поетичні збірки:
- «Вояцькі спільноти» (2005),[джерело?]
- «Силою змія» (2008),[джерело?]
- «Таріль коло раю» (2022),[4]
- «У домі сухого серця» (2023).[джерело?]

Книги есеїв:
- «Українські вісники» (у співавторстві з Наталією Позняк) (2008),[джерело?]
- «Есеї республіканської осени» (2011).[джерело?]